# Svetr

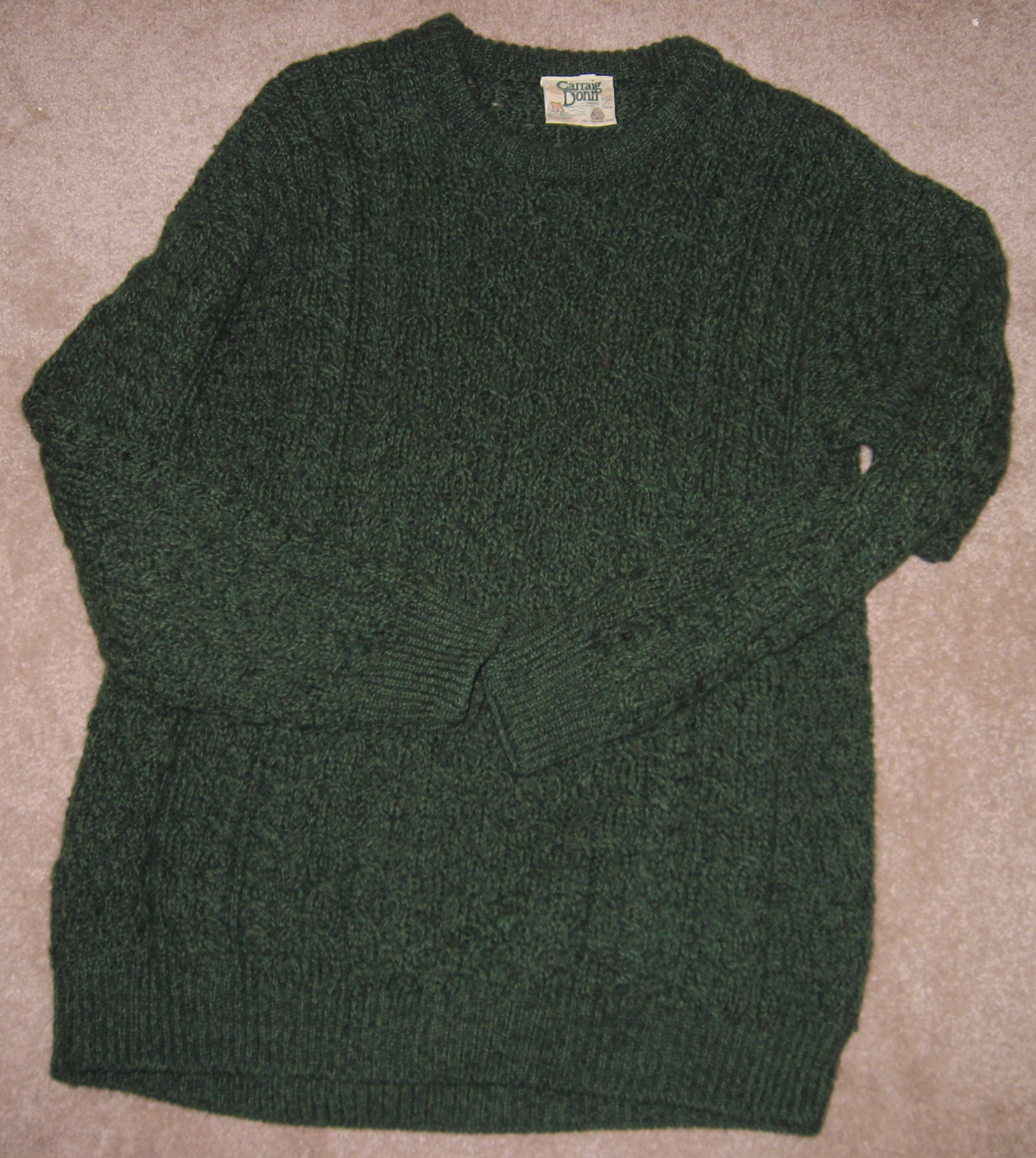
Zelený svetr

Svetr je druh oblečení. Svetr bývá nejčastěji pletený a používá se v chladnějším období k zahalení horní části těla, tzn. trupu a rukou. Svetru, který zahaluje i krk, se říká rolák. Svetry mohou být jednobarevné či vícebarevné, se vzory nebo bez vzorů. Používají se k zateplení těla, nikoliv k jeho ochraně před větrem i deštěm. Svetr může být buď pulovr (pullover – oblékaný přes hlavu), nebo rozepínací kardigan.
Svetr může být pleten z přírodních nebo umělých vláken. Praním se může srazit.

## Historie
Teplé pletení oblečení používali už ve starověké Číně a Mezopotámii, zejména jako spodní prádlo a ponožky. V novověku začali lidé v Evropě nosit tenké pletené halenky podobné dnešním svetrům.
Masového rozšíření se svetr dočkal teprve ve 20. letech 20. století díky vynálezu pletacího stroje na svetry. Svetr byl původně pouze mužským oděvem, pánové ve svetrech zejména sportovali. Coco Chanel, módní vizionářka, však svetr zpřístupnila i dámám.
Od 30. let vzrůstá obliba domácího pletení a kvůli hospodářské krizi a pozdější druhé světové válce s tato záliba stává spíše nutností. Po druhé světové válce se objevují mnohé nové tkaniny a barvy, na což lidé reagují vyšší poptávkou po svetrech.
V 80. a 90. letech se stávají módními staré obnošené svetry, ve stejném období se svetry stávají spíše společenským oděvem a lidé si na sport oblékají mikiny. Díky levnější výrobě a pokročilejším technologiím je domácí pletení opět jen zálibou.